# A Dangerous Adventure
A Dangerous Adventure é um seriado estadunidense de 1922, gênero aventura, dirigido por Jack L. Warner e Sam Warner, em 15 capítulos, estrelado por Grace Darmond, Philo McCullough e Jack Richardson. Produzido e distribuído pela Warner Brothers, veiculou nos cinemas estadunidenses entre 25 de fevereiro e 12 de junho de 1922. Foi lançada uma versão resumida, em forma de filme, também pela Warner Brothers Pictures, em 15 de novembro de 1922, sob o mesmo título.

## Sinopse
Marjorie e Edith Stanton, acompanhadas de seu tio estão em busca de um tesouro que foi escondido pelo tio na África, porém o tio promete Marjorie para o chefe nativo para que possa retornar à caravana. Apaixonado por Marjorie, MacDonald Hayden decide resgatá-la. Em uma tempestade, o tio é morto. Muitas aventuras acontecem até o resgate da moça..

## Elenco
- Grace Darmond	 ...	Marjorie Stanton
- Philo McCullough	 ...	MacDonald Hayden
- Jack Richardson	 ...	Herbert Brandon
- Robert Agnew	 ...	Jimmy Morrison
- Derelys Perdue	 ...	Edith Stanton
- Rex De Rosselli	 ...	Ubanga
- Omar Whitehead	 ...	Nativo
- Mabel Stark
- Josephine Hill
- J.R. Riccarde		 (creditado Capitão J.R. Riccarde)

## Capítulos
1. The Jungle Storm
2. The Sacrifice
3. The Lion Pit
4. Brandon's Revenge
5. At the Leopard's Mercy
6. The Traitor
7. The Volcano
8. The Escape
9. The Leopard's Cave
10. The Jungle Water Hole
11. The Hippopotamus Swamp
12. The Lion's Prey
13. In the Tiger's Lair
14. The Treasure Cave
15. The Rescue